# Drogówka
Drogówka – polski film fabularny z 2012 w reżyserii Wojciecha Smarzowskiego.

## Produkcja
Zdjęcia do filmu rozpoczęły się 18 lutego i trwały do 20 kwietnia 2012. Zostały poprzedzone, zgodnie z założeniami reżysera i operatora, próbami rejestrowanymi w całości telefonem komórkowym. Za plenery posłużyły m.in.: warszawska Praga, Wilanów i lotnisko na Bemowie.
Film został dofinansowany ze środków Polskiego Instytutu Sztuki Filmowej w kwocie 2,8 mln złotych. Początkowo był anonsowany pod tytułem 7 dni.

## Fabuła
Kryminał polityczny, utrzymany w charakterze filmu sensacyjnego, w którym główne role odgrywa siedmiu policjantów, „siedem grzechów głównych” i „siedem dni”. Główny bohater zagrany przez Bartłomieja Topę, podejrzany  o przestępstwo, aby przeżyć musi udowodnić, że jest niewinny. Film zawiera również wątek korupcji, która zaczyna się na tylnym siedzeniu radiowozu, a kończy w Brukseli.

## Obsada
- Bartłomiej Topa – starszy sierżant Ryszard Król
- Arkadiusz Jakubik – starszy sierżant Bogdan Petrycki
- Jacek Braciak – starszy posterunkowy Jerzy Trybus
- Eryk Lubos – sierżant sztabowy Marek Banaś
- Robert Wabich – sierżant sztabowy Henryk Hawryluk
- Marcin Dorociński – sierżant sztabowy Krzysztof Lisowski
- Julia Kijowska – posterunkowa Maria Madecka
- Marian Dziędziel – komisarz Gołąb
- Agata Kulesza – Jadzia
- Izabela Kuna – Ewa
- Maciej Stuhr – Zaręba
- Adam Woronowicz – prokurator Czech
- Krzysztof Czeczot – Ecik
- Marcin Czarnik – starszy aspirant Walczak
- Lech Dyblik – Maślanka, zatrzymany kierowca
- Andrzej Zaborski – ksiądz, zatrzymany kierowca
- Henryk Gołębiewski – zatrzymany kierowca Fiata 126p
- Andrzej Grabowski – Musiał, zatrzymany poseł na Sejm RP
- Michał Gadomski – Wojnar
- Aleksandra Domańska – Lena
- Krzysztof Dracz – Świtoń
- Grzegorz Wojdon – Wąs
- Katarzyna Cynke – Krystyna
- Łukasz Simlat – kierowca Nissana
- Piotr Nowak – kierowca Opla
- Piotr Głowacki – sprawca wypadku
- Ewa Konstancja Bułhak – Bożena
- Lech Mackiewicz – Kochański
- Janusz Chabior – Jasiu
- Roman Gancarczyk – Grzegorczyk
- Zbigniew Stryj – policjant z Częstochowy
- Andrzej Deskur – Pawlak
- Przemysław Bluszcz – adwokat

## Odbiór filmu

### Box office
Film osiągnął komercyjny sukces: w pierwszym weekendzie grania w kinach obejrzało go 176 732 widzów i przez cztery tygodnie prowadził w sprzedaży biletów, a do połowy kwietnia obejrzało go ponad milion osób.

### Nagrody i nominacje
| Rok  | Nagroda                                          | Kategoria                                         | Wynik     |
| ---- | ------------------------------------------------ | ------------------------------------------------- | --------- |
| 2013 | Polskie Nagrody Filmowe (Orły)                   | Najlepszy scenariusz (Wojciech Smarzowski)        | Wygrana   |
| 2013 | Polskie Nagrody Filmowe (Orły)                   | Najlepszy aktor pierwszoplanowy (Bartłomiej Topa) | Nominacja |
| 2013 | Polskie Nagrody Filmowe (Orły)                   | Najlepszy aktor drugoplanowy (Arkadiusz Jakubik)  | Wygrana   |
| 2013 | Polskie Nagrody Filmowe (Orły)                   | Najlepsza aktorka drugoplanowa (Izabela Kuna)     | Nominacja |
| 2013 | Polskie Nagrody Filmowe (Orły)                   | Najlepsze zdjęcia (Piotr Sobociński jr.)          | Nominacja |
| 2013 | Polskie Nagrody Filmowe (Orły)                   | Najlepsza muzyka (Mikołaj Trzaska)                | Nominacja |
| 2013 | Złote Lwy (Festiwal Polskich Filmów Fabularnych) | Najlepszy montaż (Paweł Laskowski)                | Wygrana   |